# Condado de Haralson
El condado de Haralson es un condado del estado de Georgia, Estados Unidos. Tiene una población estimada, a mediados de 2024, de 32 404 habitantes.

## Geografía
Según la Oficina del Censo, el condado tiene una superficie total de 734 km², de los cuales 731 km² corresponden a tierra firme y 3 km² están cubiertos de agua.

### Condados adyacentes
- Condado de Polk (norte)
- Condado de Paulding (noreste)
- Condado de Carroll (sur)
- Condado de Cleburne (Alabama) (oeste)

## Demografía

### Censo de 2020
Según el censo de 2020, en ese momento el condado tenía una población de 29 919 habitantes. La densidad de población era de 41 hab./km².      
| Raza                   | Núm.   | Porc.  |
| ---------------------- | ------ | ------ |
| Blancos                | 27 011 | 90.28% |
| Afroamericanos         | 1253   | 4.19%  |
| Amerinidos             | 64     | 0.21%  |
| Asiáticos              | 187    | 0.63%  |
| Isleños del Pacífico   | 11     | 0.04%  |
| De otras razas         | 223    | 0.75%  |
| De una mezcla de razas | 1170   | 3.91%  |

Del total de la población, el 1.66% eran hispanos o latinos de cualquier raza.

### Estimación 2019-2023
Según la estimación 2019-2023 de la Oficina del Censo, los ingresos medios de los hogares del condado son de $92 150 y los ingresos medios por familia eran $81 777. Alrededor del 15.1% de la población está por debajo de la línea de pobreza.

## Ciudades
- Bremen
- Buchanan
- Tallapoosa
- Waco